# Oblastní rada Gederot
Oblastní rada Gederot nebo Oblastní rada Gderot (hebrejsky מועצה אזורית גדרות, Mo'aca azorit Gederot) je oblastní rada v Centrálním distriktu v Izraeli.
Rozkládá se v pásu poblíž břehu Středozemního moře v hustě osídlené a zemědělsky intenzivně využívané pobřežní nížině. Prostor oblastní rady je zhruba vymezen městy Gedera a Ašdod (ta ovšem pod jurisdikci rady nespadají).

## Dějiny
Jméno oblastní rady je odvozeno od biblického města Gederót připomínaného v tomto regionu v Knize Jozue 15,41 Novověké židovské osídlení v této oblasti začalo vznikat až po válce za nezávislost v roce 1948, kdy zdejší region dobyly izraelské síly a zároveň jej zcela opustila arabská populace. Počátkem 50. let 20. století tu pak proběhla výstavba sítě židovských zemědělských vesnic. Oblastní rada Gederot vznikla roku 1953.
Úřady Oblastní rady Gederot sídlí ve vesnici Aseret. Starostou rady je יוסי קנדלשיין - Josi Kandelšajn. Oblastní rada má velké pravomoci zejména v provozování škol, územním plánování a stavebním řízení nebo v ekologických otázkách.

## Seznam sídel
Oblastní rada Gederot sdružuje celkem sedm sídel. Z toho je šest mošavů a jedna společná osada (jišuv kehilati).
| mošavy - Gan ha-Darom - Kfar Aviv - Kfar Mordechaj - Mejšar - Misgav Dov - Šdema | společná osada - Aseret |

## Demografie
K 31. prosinci 2014 žilo v Oblastní radě Gederot 5000 obyvatel. Z celkové populace bylo 5000 Židů. Včetně statistické kategorie "ostatní" tedy nearabští obyvatelé židovského původu, ale bez formální příslušnosti k židovskému náboženství jich bylo 5000. Obyvatelstvo je tedy zcela židovské.
| Rok            | 1961  | 1972  | 1983  | 1995  | 2006  | 2008  | 2009  | 2010  | 2011  | 2012  | 2013  | 2014  |
| -------------- | ----- | ----- | ----- | ----- | ----- | ----- | ----- | ----- | ----- | ----- | ----- | ----- |
| Počet obyvatel | 1 500 | 2 000 | 2 300 | 3 000 | 4 200 | 4 500 | 4 600 | 4 700 | 4 800 | 4 900 | 4 900 | 5 000 |